# آلبانی (اکلاهما)
آلبانی(به انگلیسی: Albany) شهری در ایالت اکلاهما کشور ایالات متحده آمریکا است که جمعیت آن در سرشماری سال ۲۰۱۰ میلادی، ۱۴۳ نفر بوده‌است.